# Preluders

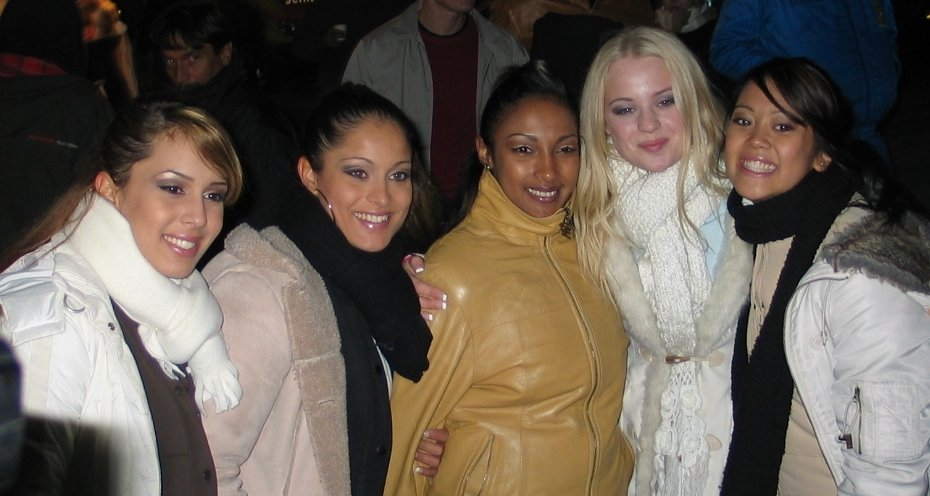
Les 5 membres du groupe.

Preluders était un girl group allemand formé à l'issue de la troisième saison de l’émission de télé réalité Popstars (intitulée Popstars - le Duel) diffusée sur ProSieben en 2003. originellement un quintet, il est devenu un quatuor, puis un trio, avant de disparaître en 2006.

## Singles
| Année                          | Titre                | Positions en Charts | Positions en Charts | Positions en Charts | Album                 |
| Année                          | Titre                | DE                  | AT                  | CH                  | Album                 |
| ------------------------------ | -------------------- | ------------------- | ------------------- | ------------------- | --------------------- |
| 2003                           | Losing My Religion 1 | –                   | –                   | –                   | Girls In The House    |
| 2003                           | Everyday Girl        | 1                   | 5                   | 4                   | Girls In The House    |
| 2004                           | Bal Privé            | 28                  | 37                  | 60                  | Girls In The House    |
| 2004                           | Hotter Than You Know | 21                  | 49                  | 53                  | Non-Album-Track       |
| 2004                           | Do You Love Me       | 50                  | –                   | –                   |                       |
| 2004                           | Call Me, Beep Me     | –                   | –                   | –                   | Kim Possible (O.S.T.) |
| 2006                           | I Want Your T.I.M.E. | 91                  | –                   | –                   | Non-Album-Track       |
| Remarque: 1: Single Happy Meal |                      |                     |                     |                     |                       |

## Albums
| Année | Titre              | Positions en Charts | Positions en Charts | Positions en Charts | Remarque                 |
| Année | Titre              | DE                  | AT                  | CH                  | Remarque                 |
| ----- | ------------------ | ------------------- | ------------------- | ------------------- | ------------------------ |
| 2003  | Girls in the House | 2                   | 12                  | 3                   | Disque d'Or en Allemagne |
| 2004  | Prelude To History | 40                  | –                   | –                   |                          |